# Отгонка
Отгонка (рос. Отгонка) — населений пункт у Тогучинському районі Новосибірської області Російської Федерації.
Входить до складу муніципального утворення Борцовська сільрада. Населення становить 41 особа (2010).

## Історія
Згідно із законом від 2 червня 2004 року органом місцевого самоврядування є Борцовська сільрада.

## Населення
| 2002 | 2007 | 2010 |
| ---- | ---- | ---- |
| 63   | →63  | ↘41  |